# 日本文化大學
日本文化大學（日语：／）是一座位於日本東京都八王子市片倉町977番地的私立大学。1978年設置。簡稱日文大。
因為大學是只有法学部法学科的單科大学，所以規模很小。其中日本文化史、茶道是必修課。畢業生多從事公務員、警察官等職務。

## 歷史
由室町時代就已成立以教授史学、法学、政治学為主的学塾「柏樹書院」第24代家主蜷川親繼創立，起因是二戰后對日本傳統文化喪失的恐懼。蜷川親繼前往歐洲留學，歸國后便建立了日本文化大學。
從建校開始到1990年代，所有学生都要穿統一的制服。。

## 外部連結
- 日本文化大学 （页面存档备份，存于）